# Timko Padura
Timko Padura (ukr. Тимко́ Паду́ра , polj. Tomasz Padurra, також Тиміш Падура, Томаш Падура, Tymko Padura) (Illinci, 21. prosinca 1801. - Kozjatyn, 20. rujna 1871.), poljsko-ukrajinski je pjesnik, skladatelj i torbanist. Potomak je stare poljske plemićke obitelji grba (Sas), podrijetlom iz Zakarpatske Rusi. To se vidilo u njegovim uvjerenjima: kao poljski domoljub inzistirao je na neophodnosti zajedničke borbe Poljaka i Ukrajinaca za neovisnost. Opjevao je kozaštvo, popularizirao ukrajinski folklor i glazbu.
Rodio se u Illincima u Kijivšćini. Otac mu je bio braclavskim komornikom. Nakon što je završio ilinačku župnu školu te gimnaziju u Vinnici 1820., upisao je Kremjanecki licej. Završio ga je 1825. godine. Prema Enciklopediji ukrajinoznanstva (Енциклопедія українознавства) održavao je veze s dekabristima, suprotno podatciam navedenim u temeljnom katalogu životopisa Декабристы (Dekabristy) (М.: Наука, 1988.), u kojem mu se ime ne spominje.
Poznata mu je pjesma Hej, sokoli. Njegova balada o Ustymu Karmaljuku Za Sibirom sunce izlazi (За Сибіром Сонце Сходить) dosegla je u 19. st. izvanrednu popularnost u Ukrajini te je postala narodnom pjesmom.

## Vanjske poveznice
- Ukrajinki s notama Timka Padure  Arhivirana inačica izvorne stranice od 21. ožujka 2021. (Wayback Machine) (poljski)
- Pjesme Timka Padure (poljski)
- F. Ravita. Foma Padurra (Kritičeskij očerk // Kijevskaja starina. — 1889. — Т.26. — №9. — С.727-751.